# Conus flavidus

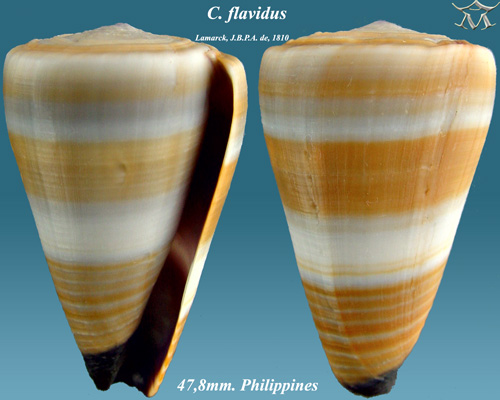
Gehäuse von Conus flavidus

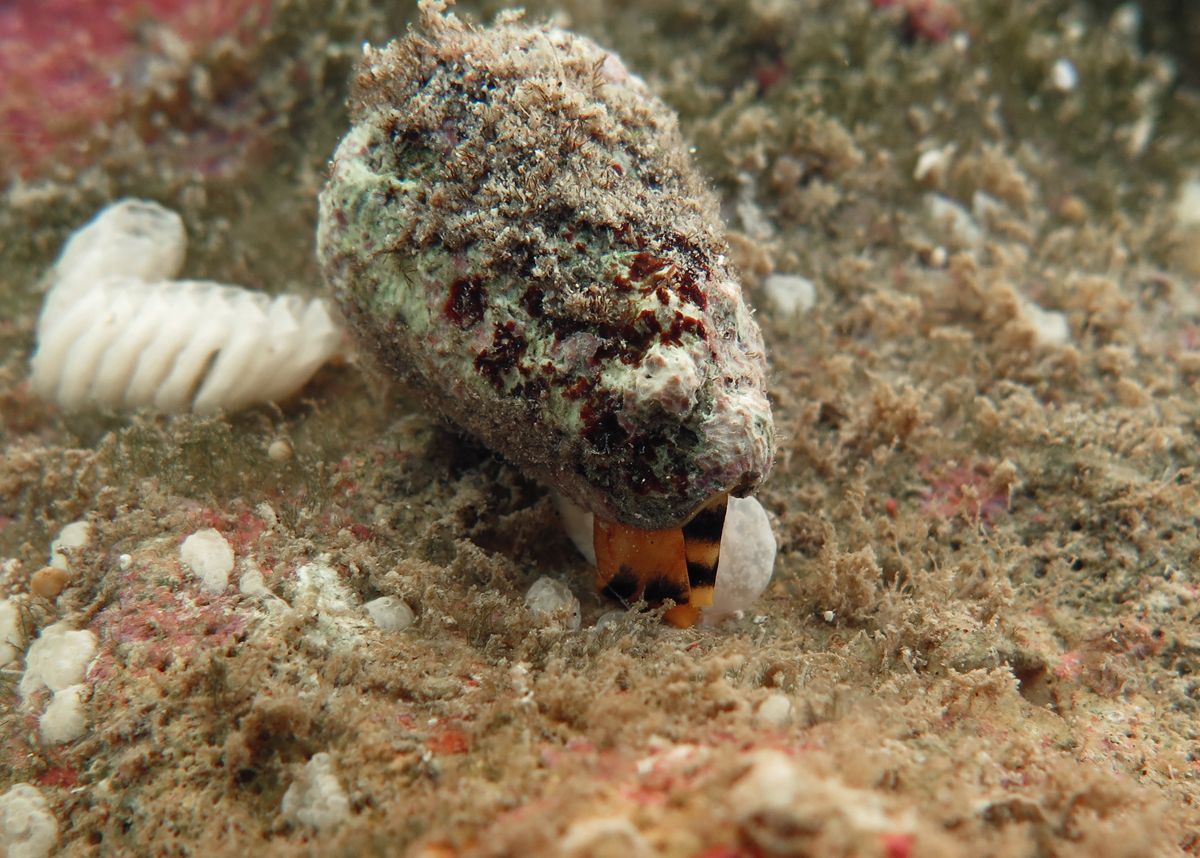
Conus flavidus bei der Eiablage, Réunion

Conus flavidus („gelbliche Kegelschnecke“) ist der Artname einer Schnecke aus der Familie der Kegelschnecken (Gattung Conus), die im Indopazifik verbreitet ist. Sie ernährt sich von Vielborstern und Eichelwürmern.

## Merkmale
Conus flavidus trägt ein mittelgroßes bis mäßig großes, mäßig leichtes bis mäßig schweres Schneckenhaus, das bei ausgewachsenen Schnecken 3,5 bis 7,5 cm Länge erreicht. Der Körperumgang ist kegelförmig bis breit kegelförmig, gelegentlich leicht bauchig kegelförmig, der Umriss am Viertel bis Drittel beim Apex wechselnd konvex, mehr zur Basis hin fast gerade, in der Mitte bei großen Exemplaren manchmal leicht konkav. Die Schulter ist gewinkelt oder fast gewinkelt. Das Gewinde ist meist niedrig, sein Umriss leicht konkav bis leicht konvex. Die Nahtrampen des Teleoconchs sind flach bis leicht konkav, die späteren Rampen mit zahlreichen Streifen, mit 3 bis 6 spiraligen Rillen oder einer dazwischen liegenden Skulpturierung. Der Körperumgang ist an der Basis mit spiralig verlaufenden, auffälligen bis hinfälligen, deutlich getrennten Rillen überzogen, von denen die zur Schulter hin immer hinfällig und nicht körnig sind.
Die Grundfarbe des Gehäuses ist hell gelblich bis orange oder rosabraun, gelegentlich bräunlich-grün. Der Körperumgang hat je eine blasse oder weiße spiralige Bande in oder dicht unter der Mitte und an der Schulter, wobei die Schulterbande manchmal und die Mittelbande selten fehlen kann. Die Basis ist purpurblau. Die Umgänge des Protoconchs verändern ihre Farbe bei der Metamorphose von weiß nach rosa. Die ersten Nahtrampen des Teleoconchs variieren von weiß bis zur Farbe des Körperumgangs. Die Gehäusemündung ist violett bis purpurblau mit blassen Banden neben der Mitte und unterhalb der Schulter.
Das dicke, undurchsichtige und recht glatte bis faserige Periostracum ist grau bis braun und hat bei fast Adulten Querrippen.
Die Oberseite des Fußes ist fleckig grau und braun gemustert mit weißen Punkten, der Mittelabschnitt heller, der vordere und der hintere Abschnitt mit einem schwarzen Querfleck. Die Vorderseite des Fußes ist manchmal weiß bis gelb. Die Fußsohle ist gelbbraun, braun gefleckt und gestreift mit einigen wenigen weißen Punkten. Das Rostrum ist gelb und geht dorsal ins Gelblich-Braune über, manchmal mit dunkelbraunen Flecken. Die Fühler sind weiß, gelb oder gelblich-braun, manchmal dorsal braun oder schwarz gefleckt. Der Sipho ist grau oder stumpfgelb, an der Kante gelb und oft weiß gepunktet sowie mit einem schwarzen Band vor der Mitte und einem körnigen dunkelgrauen Band hinter der Mitte, während der proximale Teil schwarz gefleckt sein kann.
Die mit einer Giftdrüse verbundenen Radula-Zähne haben an der Spitze einen Widerhaken und auf der Gegenseite eine Schneide. Sie sind meist über eine lange Strecke bis über die Hälfte des Schafts hinaus gesägt, endend in einem rückwärts zeigenden Zacken. An der Basis sitzt meist ein deutlicher Sporn.

## Verbreitung und Lebensraum
Conus flavidus ist im gesamten Indopazifik vom Roten Meer bis nach Australien (Northern Territory, Queensland, Western Australia) weit verbreitet. Er lebt in der Gezeitenzone und bis in Meerestiefen von etwa 10 m an Riffen, in kleinen sandgefüllten Vertiefungen, an Kalkstein und Felsen mit Algenbewuchs, Korallenschill mit oder ohne Sand, unter Felsen und Korallen.

## Entwicklungszyklus
Wie alle Kegelschnecken ist Conus flavidus getrenntgeschlechtlich, und das Männchen begattet das Weibchen mit seinem Penis. Das Weibchen legt unter Felsen unterhalb der Gezeitenzone nahe der Riffkrone etwa 8,5 bis 14 mm lange und 6,5 bis 11 mm breite Kapseln mit einem kurzen Stiel in parallelen Reihen ab. Die darin befindlichen Eier sind etwa 175 bis 223 µm groß, woraus geschlossen wird, dass die Veliger-Larven mindestens 21 bis (bei 175 µm) 26 Tage lang frei schwimmen. Vor Hawaii dauert die Planktonphase der Larven 23 Tage, ehe sie niedersinken und zu kriechenden Schnecken metamorphosieren.

## Ernährung
Conus flavidus frisst sedentäre Vielborster (Polychaeta) der Familien Terebellidae, Maldanidae und Capitellidae, seltener auch Eichelwürmer, wobei das Beutespektrum je nach Ort und Lebensraum wechselt.